# Future Primitive
Albums de The Vines
Melodia
(2008) Wicked Nature
(2014)
Singles
1. Gimme Love
Sortie : 2011
2. Future Primitive
Sortie : 2011

Future Primitive est le cinquième album studio du groupe de garage rock australien The Vines sorti le 3 juin 2011 sur le label Sony Music Entertainment.

## Liste des chansons
Toute la musique est composée par Craig Nicholls.
| No  | Titre                | Durée |
| --- | -------------------- | ----- |
| 1.  | Gimme Love           | 1:52  |
| 2.  | Leave Me In the Dark | 1:59  |
| 3.  | Candy Flippin' Girl  | 2:32  |
| 4.  | A.S.4                | 3:20  |
| 5.  | Weird Animals        | 2:01  |
| 6.  | Cry                  | 2:36  |
| 7.  | Future Primitive     | 1:54  |
| 8.  | Riverview Avenue     | 2:03  |
| 9.  | Black Dragon         | 3:29  |
| 10. | All That You Do      | 3:33  |
| 11. | Outro                | 3:47  |
| 12. | Goodbye              | 2:14  |
| 13. | S.T.W.               | 2:19  |